# Chaetonotus odontopharynx
Chaetonotus odontopharynx är en djurart som tillhör fylumet bukhårsdjur, och som beskrevs av Luis E. Grosso och Dragh 1984. Chaetonotus odontopharynx ingår i släktet Chaetonotus och familjen Chaetonotidae. Inga underarter finns listade i Catalogue of Life.